# Гуттаннен
Гуттаннен (нем. Guttannen) — коммуна в Швейцарии, в кантоне Берн. 
Входит в состав округа Оберхасли. Население составляет 319 человек (на 31 декабря 2006 года). Официальный код — 0782.
На территории коммуны расположено 4 водохранилища: Гельмерзе, Гримзельзе, Оберарзе, Рэтерихбодензе.

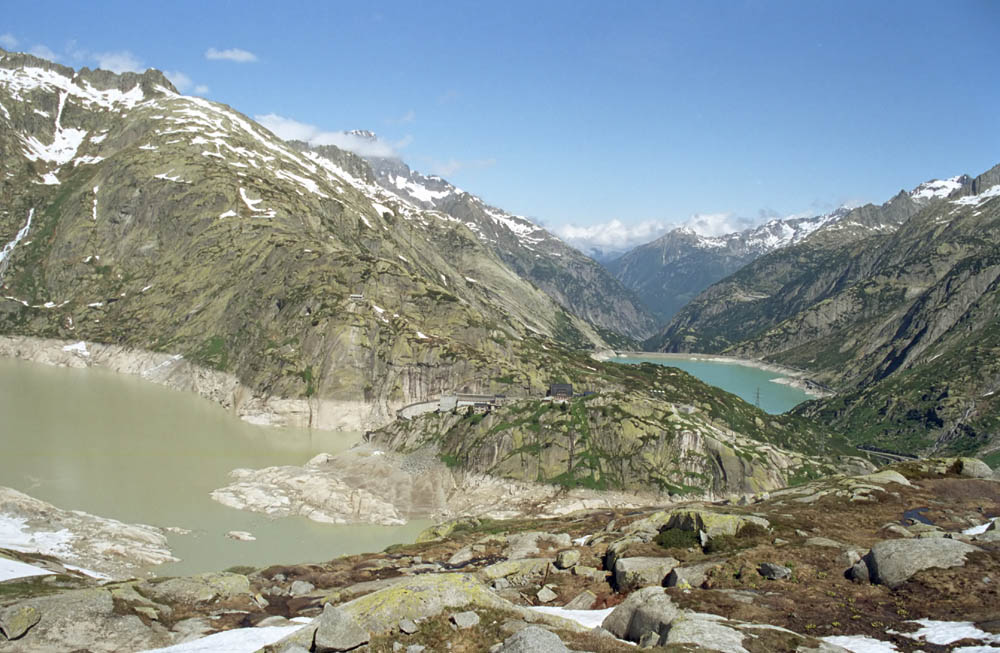
Гуттаннен

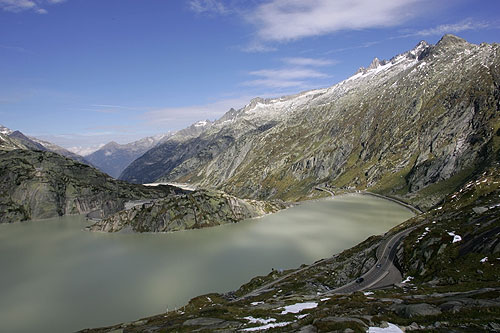
Гуттаннен

Гуттаннен впервые упоминается в 1377, как Guotentannon.